# Ozillac
Ozillac là một xã trong tỉnh Tổng Jonzac of the Charente-Maritime département trong vùng Nouvelle-Aquitaine tây nam nước Pháp. Xã này nằm ở khu vực có độ cao 32-101 mét trên mực nước biển.

## Lịch sử dân số
| Năm  | Dân số | Mật độ | Phần trăm của tổng |
| ---- | ------ | ------ | ------------------ |
| 1962 | 604    | -      | -                  |
| 1968 | 623    | -      | -                  |
| 1975 | 555    | -      | -                  |
| 1982 | 519    | -      | -                  |
| 1990 | 530    | -      | -                  |
| 1999 | 558    | 35/km² | 5.59%              |